# Gli immortali (film 1994)
Gli immortali (Deep Red) è un film fantascientifico per la televisione del 1994 diretto da Craig R. Baxley.

## Trama
Un'astronave aliena scende sulla Terra, invece una ragazza si trova in prima fila nell'incontro ravvicinato e ne subisce gli irrevocabili effetti: cioè diventare immortale.